# Ekkersrijt (beek)

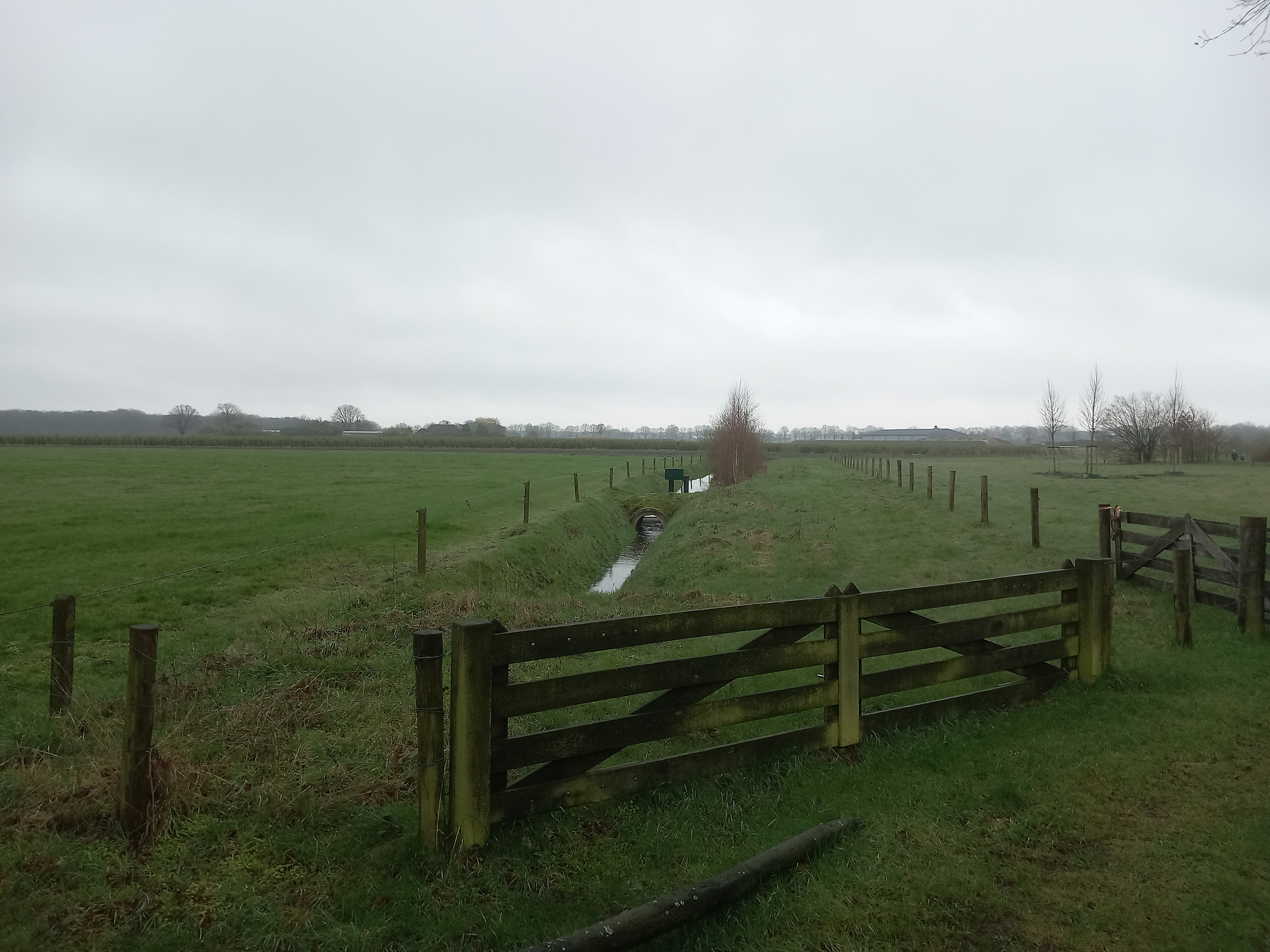
De Bruggenrijt bij het gehucht Toterfout tussen Oerle en Vessem.

De Ekkersrijt is een beek die ontspringt in de Postelse Weier als Bruggenrijt bij het gehucht Halfmijl tussen Oerle en Vessem. Bij de kruising met de Oirschotsedijk verandert de naam ervan in Ekkersrijt. Hier komt de Koemeerloop in deze beek uit. Deze waterloop verzorgt de afvoer uit het landbouwgebied ten noorden van Wintelre. Vervolgens stroomt de Ekkersrijt noordelijk langs Acht door de noordelijke woonwijken van Eindhoven.
 
Bij de Achtse Barrier is een aftakking gegraven naar de Groote Beek. Deze afwatering is in de jaren 50 aangelegd en verbreed tot een waterpartij die door de hele wijk loopt. In droge periodes stroomt bijna al het water van de Ekkersrijt hierlangs de Groote Beek in. Bij een stuw in de Bourgognelaan gaat de zijtak de diepte in en de samenvloeiing is ondergronds. 

Bij het voormalige gehucht Aanschot, het huidige industrieterrein Ekkersrijt, stroomt de hoofdtak in de Groote Beek. Ten oosten van de kerk te Son vloeit de Groote Beek in de Dommel. De Ekkersrijt is geheel gekanaliseerd en haar loop is gewijzigd door de aanleg van het vliegveld Eindhoven en de A58 en de uitbreiding van Eindhoven. 
Er is soms wat verwarring over de benaming van het laatste stuk.  De Groote Beek is veel korter dan de Ekkersrijt en eigenlijk een zijstroompje daarvan. Toch is de stroom van Aanschot tot de monding in de Dommel altijd Groote Beek genoemd en zo staat het ook op topografische kaarten vanaf 1820. Maar op kaarten van Waterschap De Dommel is dat niet duidelijk aangegeven en zo kon het al twee keer gebeuren dat het waterschap verkeerde naambordjes op bruggen plaatste. Dat werd dan na overleg met de gemeente gecorrigeerd.
In de prehistorie moet deze waterloop zeer belangrijk zijn geweest, getuige de vele vondsten zoals grafheuvels en urnenvelden die in de onmiddellijke omgeving ervan zijn gedaan. Langs de Ekkerrijt liggen leemafzettingen die gebruikt zijn door twee steenfabrieken. De leemkuilen bij deze fabrieken met hun bijzondere flora en fauna zijn in de tweede helft van de twintigste eeuw gedempt.